# Trận chiến đảo Rennell
Trận chiến đảo Rennell (Tiếng Nhật: レンネル島沖海戦) là trận hải chiến diễn ra từ ngày 29 đến 30 tháng 1 năm 1943 ở khu vực Nam Thái Bình Dương giữa đảo Rennell và Guadalcanal phía nam quần đảo Solomon. Đây là trận hải chiến lớn cuối cùng trong Chiến dịch Guadalcanal giữa Hải quân Hoa Kỳ và Hải quân Đế quốc Nhật Bản thời kỳ Chiến tranh thế giới thứ hai.
Trong trận đánh này, các oanh tạc cơ phóng ngư lôi Nhật Bản, để bảo vệ cho cuộc triệt thoái của quân Nhật ra khỏi Guadalcanal, đã mở nhiều cuộc không kích trong hai ngày vào các chiến hạm Hoa Kỳ ở phía nam đảo này. Trong khi đó, các chiến hạm Hoa Kỳ đóng tại vị trí này ngoài việc chặn đánh bất kỳ tàu Nhật nào gần khu vực này còn đảm nhận nhiệm vụ bảo vệ đoàn tàu vận tải đưa lính Mỹ tăng viện đến đảo.
Sau những trận không kích của máy bay Nhật, Hải quân Hoa Kỳ mất một tuần dương hạm hạng nặng, một khu trục hạm bị thương nặng và các chiến hạm còn lại buộc phải rút khỏi phía nam quần đảo Solomon. Việc Hải quân Hoa Kỳ bị đẩy lùi trong trận hải chiến này đã giúp phía Nhật Bản triệt thoái thành công lính Nhật trên đảo Guadalcanal vào ngày 7 tháng 2 năm 1943, chính thức chấm dứt chiến dịch kéo dài 6 tháng trên đảo.

## Hoàn cảnh
Ngày 7 tháng 8 năm 1942, lực lượng Đồng Minh (chủ yếu là Hoa Kỳ) đã đổ bộ lên Guadalcanal, Tulagi và nhóm đảo Nggela (thường được gọi là nhóm đảo Florida) thuộc quần đảo Solomon. Cuộc đổ bộ này nhằm mục đích đập tan kế hoạch của người Nhật biến quần đảo này thành căn cứ đe dọa tuyến đường vận tải giữa Úc và Hoa Kỳ, đồng thời cũng chiếm luôn quần đảo để làm nơi xuất phát cho các chiến dịch cô lập căn cứ chính của hải quân Nhật là Rabaul và yểm trợ cho quân Đồng Minh trong Chiến dịch New Guinea. Cuộc đổ bộ này đã chính thức mở đầu cho Chiến dịch Guadalcanal kéo dài 6 tháng sau đó.
Nỗ lực tăng viện cuối cùng của quân Nhật cho Guadalcanal (sau nhiều thất bại trong việc đẩy lùi quân Đồng Minh khỏi đảo trước đó) là Trận hải chiến Guadalcanal vào đầu tháng 11 năm 1942. Từ đó, Hải quân Nhật chỉ có thể tiếp tế cho lực lượng trên đảo một cách hạn chế bằng các đoàn tàu chuyển vận, thường là khu trục hạm hoặc tàu ngầm vào ban đêm để tránh máy bay Đồng Minh, được Đồng Minh gọi là "Tốc hành Tokyo". Việc tiếp tế và bổ sung lực lượng không đủ khiến cho từ ngày 7 tháng 12 năm 1942, mỗi ngày có trung bình 50 lính Nhật chết vì suy dinh dưỡng, bệnh tật hoặc các cuộc tấn công của quân Đồng Minh. Ngày 12 tháng 12 năm 1942, Hải quân Nhật đề nghị bỏ Guadalcanal. Ban đầu Lục quân Nhật phản đối với hi vọng vẫn còn có thể tái chiếm Guadalcanal nhưng đến ngày 31 tháng 12, Bộ Tổng tư lệnh Đế quốc Nhật Bản bằng sự phê chuẩn của Thiên Hoàng Hirohito đã đồng ý triệt thoái toàn bộ quân Nhật ra khỏi đảo và thiết lập một tuyến phòng thủ mới cho quần đảo Solomon tại New Georgia.
Cuộc triệt thoái được mang tên Chiến dịch Ke (ケ号作戦) và dự tính bắt đầu từ ngày 14 tháng 1 năm 1943. Một yếu tố quan trọng để đảm bảo sự thành công của chiến dịch là chiếm ưu thế trên không. Từ ngày 28 tháng 1 năm 1943, không quân Nhật gia tăng hoạt động để ngăn chặn không quân và các chiến hạm Đồng Minh phá hỏng giai đoạn cuối của kế hoạch triệt thoái. Quân Đồng Minh nhầm tưởng chiến dịch Ke là một nỗ lực mới của quân Nhật nhằm tái chiếm Guadalcanal. Cùng thời điểm này, Đô đốc William Halsey, Jr., chỉ huy trưởng quân Đồng Minh tại mặt trận Nam Thái Bình Dương bị các thượng cấp gây áp lực buộc phải thay thế Trung đoàn Thủy quân lục chiến số 2 đã chiến đấu tại Guadalcanal từ tháng 8 bằng lính lục quân. Halsey nhân đó muốn cùng lúc thay thế quân tại Guadalcanal đồng thời ngăn chặn hải quân Nhật yểm trợ cho cuộc tấn công mới của quân Nhật. Ngày 29 tháng 1 năm 1943, Halsey đưa năm lực lượng đặc nhiệm đến nam quần đảo Solomon để bảo vệ đoàn chuyển vận hạm và chặn đánh bất kỳ chiến hạm Nhật nào trong khu vực. Năm lực lượng đặc nhiệm này có tổng cộng hai tàu sân bay, hai tàu sân bay hộ tống, ba thiết giáp hạm, 12 tuần dương hạm và 25 khu trục hạm.
Đoàn chuyển vận hạm được gọi là Nhóm Đặc nhiệm 62.8, bao gồm bốn tàu chở quân và bốn khu trục hạm. Lực lượng trực tiếp bảo vệ đoàn chuyển vận và đi đầu là Lực lượng Đặc nhiệm 18 (Task Force 18 - TF 18) chỉ huy bởi Chuẩn đô đốc Robert C. Giffen bao gồm ba tuần dương hạm hạng nặng USS Wichita, Chicago và Louisville, ba tuần dương hạm hạng nhẹ Montpelier, Cleveland và Columbia, hai tàu sân bay hộ tống Chenango và Suwannee và tám khu trục hạm. Kỳ hạm của TF 18 là chiếc Wichita. Lực lượng đặc nhiệm tàu sân bay, chủ lực là chiếc USS Enterprise ở vị trí phía sau TF 18 và TG 62.8 khoảng 400 km (250 dặm). Các chiến hạm còn lại cách sau đó khoảng 240 km (150 dặm). Đô đốc Giffen cùng chiếc Wichita và hai tàu sân bay hộ tống vừa trở về từ Bắc Phi sau khi tham gia Chiến dịch Bó đuốc. Còn chiếc Chicago cũng vừa trở lại chiến đấu sau khi hoàn tất việc sửa chữa những hư hỏng gặp phải tại Trận chiến đảo Savo sáu tháng trước đó.

## Diễn biến chiến dịch

### Diễn biến ban đầu

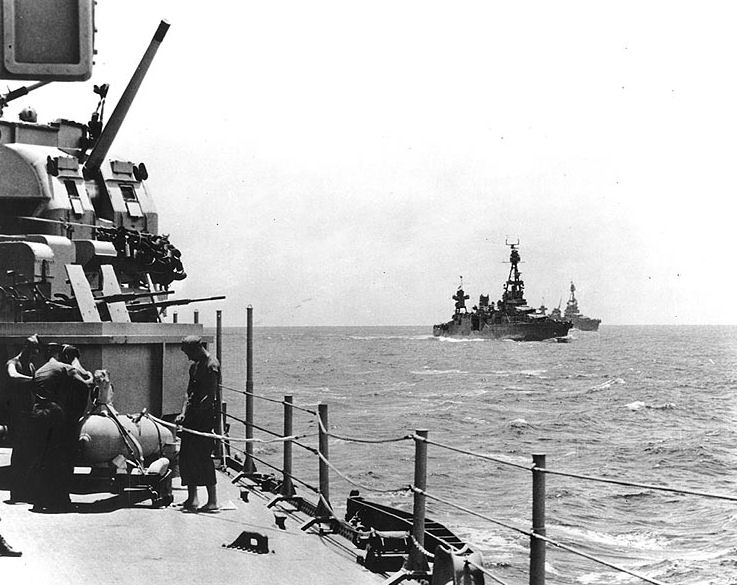
Các tuần dương hạm hạng nặng thuộc Lực lượng Đặc nhiệm 18 của Giffen trên đường tiến đến Guadalcanal ngày 29 tháng 1 năm 1943, ảnh chụp một giờ trước khi các máy bay Nhật bắt đầu tấn công với góc chụp từ chiếc USS Wichita. USS Chicago ở giữa bên phải còn ở phía xa là chiếc Louisville.

Để bảo vệ đoàn chuyển vận hiệu quả hơn, TF 18 được giao nhiệm vụ gặp bốn khu trục hạm, đóng tại Tulagi, vào lúc 21 giờ ngày 29 tháng 1 để thực hiện một cuộc rà soát quanh khu vực "The Slot" phía bắc Guadalcanal ngày hôm sau để bảo vệ cho việc dỡ hàng của các chuyển vận hạm tại Guadalcanal. Tuy nhiên các tàu sân bay hộ tống do Đại tá Ben Wyatt chỉ huy di chuyển quá chậm (18 hải lý - 33 km/giờ) nên Giffen không thể theo kịp lịch trình, do đó ông phải buộc lòng để các tàu sân bay hộ tống này lại phía sau với hai khu trục hạm vào lúc 14 giờ ngày 29 tháng 1 và bám theo lịch trình với lực lượng còn lại ở vận tốc 24 hải lý (44 km/giờ).
Lo ngại về khả năng các tàu ngầm Nhật tấn công theo như cảnh báo của tình báo Đồng Minh, Giffen sắp xếp các tuần dương hạm và khu trục hạm theo đội hình chống tàu ngầm chứ không phải đội hình chống không kích. Các tuần dương hạm di chuyển song song theo hai hàng dọc, cách nhau mỗi chiếc 2,3 km (2.500 dặm) với lần lượt Wichita, Chicago và Louisville bên phải còn Montpelier, Cleveland và Columbia bên trái. Sáu khu trục hạm tạo thành một hình bán nguyệt đường kính 3,2 km (2 dặm) phía trước đoàn tuần dương hạm.
Các tàu ngầm Nhật (hoặc thủy phi cơ) đã phát hiện lực lượng của Giffen trên đường đi và gửi báo cáo về tổng hành dinh hải quân. Chiều ngày 29 tháng 1, theo báo cáo của các tàu ngầm, 16 oanh tạc cơ Mitsubishi G4M "Betty" (thuộc Liên đoàn Bay 705) và Mitsubishi G3M "Nell" (thuộc Liên đoàn Bay 701) trang bị ngư lôi cất cánh từ Rabaul tấn công đoàn tàu của Giffen. Trên đường đi, một chiếc G3M gặp vấn đề động cơ phải quay về. Chỉ huy Liên đoàn 705 là Đại úy Nakamura Tomō còn chỉ huy Liên đoàn 701 là Thiếu tá Hagai Joji.

### Ngày 29 tháng 1

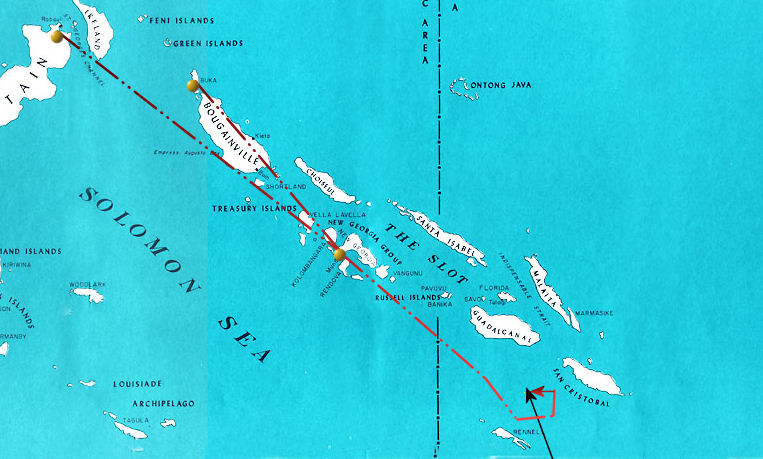
Mũi tên màu đỏ thể hiện cuộc không kích của các oanh tạc cơ Nhật còn mũi tên màu đen là Lực lượng đặc nhiệm 18 đang ở vị trí giữa đảo Rennell và Guadalcanal đêm 29 tháng 1 năm 1943

Khi mặt trời lặn, TF 18 hướng về phía tây bắc. Ở vị trí 80 km (50 dặm) phía bắc đảo Rennell và 260 km (160 dặm) phía nam Guadalcanal, nhiều chiến hạm của Giffen bằng radar đã phát hiện nhiều máy bay không xác định cách đội hình 97 km (60 dặm) về phía tây. Do phải giữ im lặng vô tuyến, Giffen đã không đưa bất kỳ mệnh lệnh nào về các đối tượng không xác định đó. Khi mặt trời lặn, các máy bay tuần tra của TF 18 từ các tàu sân bay hộ tống buộc phải hạ cánh do trời tối, khiến cho các tàu chiến của Giffen không còn được bảo vệ ở trên không.
Các máy bay mà radar bắt được tín hiệu chính là 31 oanh tạc cơ phóng ngư lôi Nhật Bản, lúc này đang tập trung ở phía nam TF 18 để có thể tấn công từ hướng đông và bằng cách này giấu mình trong màn đêm còn ngược lại các chiến hạm của Giffen lại lộ rõ hình dạng qua hoàng hôn của chân trời phía tây. Các máy bay của Liên đoàn 705 tấn công trước tiên vào lúc 19 giờ 19 phút tuy nhiên tất cả ngư lôi phóng ra đều không trúng đích mà còn mất một máy bay bởi hỏa lực phòng không từ các tàu chiến của Giffen.
Tin rằng cuộc tấn công đã kết thúc, Giffen lệnh cho các tàu chiến của mình bỏ lối di chuyển zigzag và tiếp tục hướng về Guadalcanal với lộ trình và vận tốc như cũ. Trong khi đó, một trinh sát cơ Nhật Bản bắt đầu thả pháo sáng và phao đèn để đánh dấu lộ trình và vận tốc của TF 18 cho các oanh tạc cơ của Hagai có thể tấn công.
Lúc 19 giờ 38 phút, các máy bay của Liên đoàn 701 phóng hai ngư lôi đánh trúng tuần dương hạm Chicago, làm cho nó bị thương nặng và sau đó là dừng bất động cộng với ngập nước nặng. Một trái ngư lôi khác trúng tuần dương hạm Wichita nhưng không phát nổ. Đổi lại phía Nhật mất hai máy bay do hỏa lực phòng không và Liên đoàn trưởng Hagai (thuộc một trong hai máy bay trên) cũng tử trận trong cuộc tấn công này. Lúc 20 giờ 8 phút, Giffen lệnh cho các tàu của mình xoay hướng, giảm vận tốc xuống còn 15 hải lý (28 km/giờ) và ngừng hỏa lực phòng không. Các máy bay Nhật Bản không còn có thể dựa vào ánh lửa đầu nòng pháo phòng không để phát hiện các tàu chiến nên rời khỏi khu vực vào lúc 23 giờ 55. Trong màn đêm, chiếc Louisville ra sức kéo chiếc Chicago rời khỏi khu vực trận đánh về hướng nam và được hộ tống bởi các chiến hạm còn lại của TF 18.

### Ngày 30 tháng 1

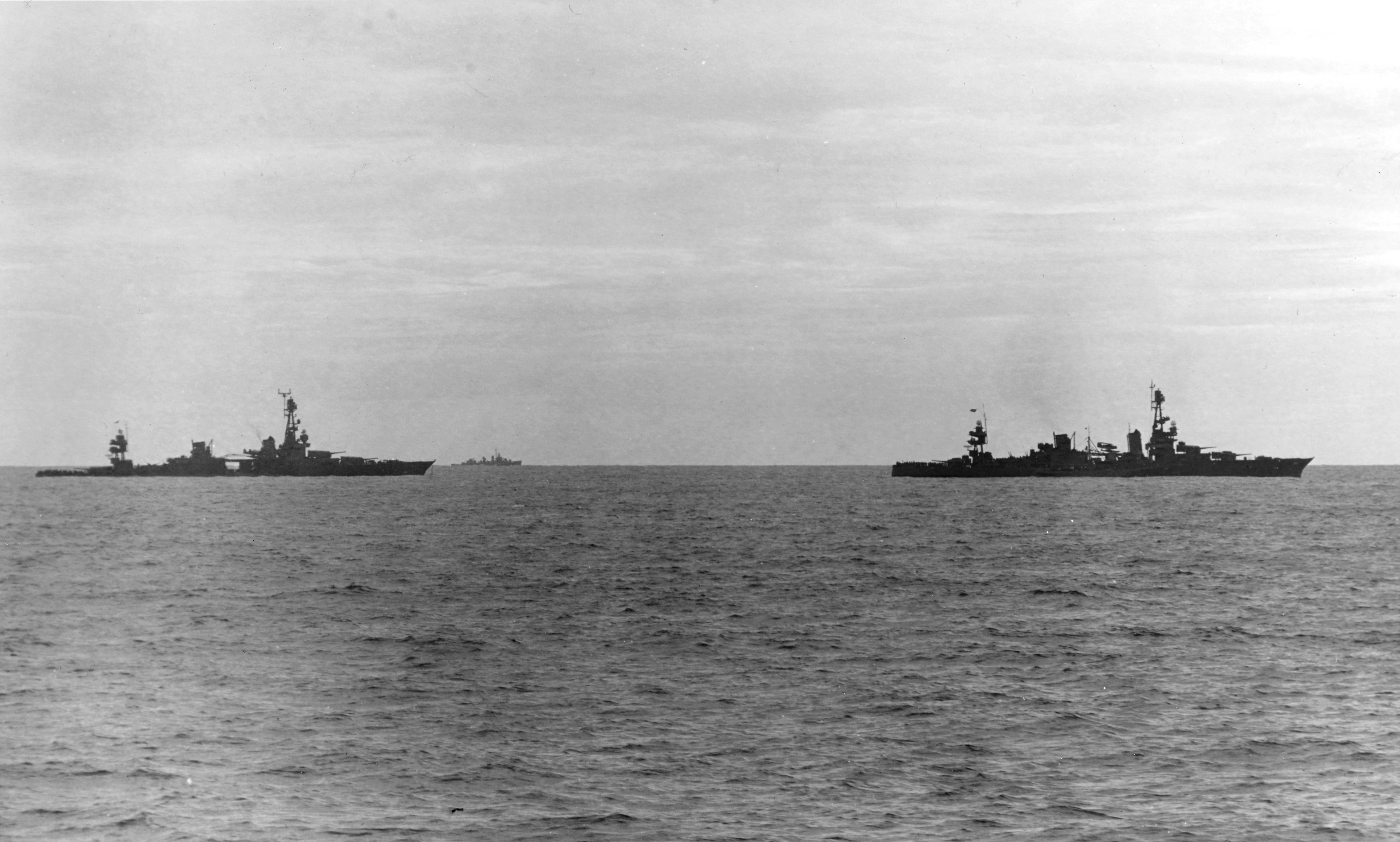
USS Louisville (bên phải) kéo tuần dương hạm Chicago bị thương vào sáng ngày 30 tháng 1 năm 1943

Halsey ngay lập tức tiến hành các biện pháp để bảo vệ chiếc Chicago, lệnh cho các hàng không mẫu ham hộ tống luôn phải duy trì máy bay tuần tra, lực lượng đặc nhiệm Enterprise hỗ trợ cho việc tuần tra trên và đưa chiếc tàu dắt Navajo thay cho Louisville làm nhiệm vụ kéo Chicago về vào lúc 8 giờ. Từ buổi sáng cho đến 14 giờ chiều, nhiều trinh sát cơ Nhật Bản đã tiếp cận TF 18. Mặc dù bị các máy bay tuần tra Hoa Kỳ đuổi đánh, các trinh sát cơ này cũng đã kịp ghi nhận và báo cáo lại vị trí của chiếc Chicago. Lúc 12 giờ 15, một lực lượng gồm 11 oanh tạc cơ phóng ngư lôi của Liên đoàn bay 751 Nhật Bản, căn cứ tại Kavieng và bay ngang Buka đã được triển khai để tấn công chiếc tuần dương hạm đang bị thương. Một quan sát viên bờ biển người Úc tại quần đảo Solomon đã cảnh báo quân Hoa Kỳ về các oanh tạc cơ trên và ước tính khi chúng đến mục tiêu là 16 giờ. Tuy nhiên, Halsey thay vì giữ lực lượng mạnh bảo vệ Chicago đã lệnh cho các tuần dương hạm còn lại để chiếc Chicago ở lại phía sau và hướng về Efate tại New Hebrides. Các tàu chiến khởi hành lúc 15 giờ, chỉ để lại sáu khu trục hạm bảo vệ Chicago và Navajo.
Vào lúc 15 giờ 40 phút, tàu sân bay Enterprise lúc này cách chiếc Chicago 69 km đã phóng mười chiến đấu cơ làm nhiệm vụ tuần tra quanh chiếc tuần dương hạm bị thương này. Bốn chiến đấu cơ trong quá trình tuần tra đã phát hiện và bắn rơi một chiếc oanh tạc cơ Nhật làm nhiệm vụ trinh sát. 14 phút sau, radar của Enterprise phát hiện ra dấu hiệu những chiếc oanh tạc cơ Nhật đang bay đến nên chiếc tàu sân bay này đã phóng lên thêm mười chiến đấu cơ nữa. Trong khi đó, các tàu sân bay hộ tống gặp vấn đề trong việc cất cánh các máy bay nên đã không tham gia vào trận đánh cho đến tận khi nó kết thúc.

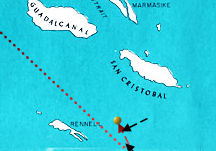
Mũi tên màu đỏ thể hiện cuộc không kích của các oanh tạc cơ Nhật vào chiếc Chicago (vòng tròn màu vàng) sáng ngày 30 tháng 1 năm 1943. Mũi tên màu đen là các chiến đấu cơ của tàu sân bay Hoa Kỳ.

Ban đầu, các oanh tạc cơ Nhật dự tính tấn công Enterprise nhưng sau đó đã chuyển hướng sang Chicago khi bị sáu chiến đấu cơ tuần tra đuổi đánh. Một số oanh tạc cơ khác của Liên đoàn 751 bị bốn chiến đấu cơ Hoa Kỳ và hỏa lực phòng không từ các khu trục hạm quanh Chicago chặn đánh. Hai oanh tạc cơ bị bắn hạ khi chưa kịp làm gì, sáu chiếc khác cùng số phận sau đó nhưng đã kịp phóng ngư lôi. Trong bốn chiếc oanh tạc cơ G4M còn lại, một chiếc mất một động cơ nhưng vẫn quay về được căn cứ, một chiếc hạ cánh tại Munda, New Georgia và ba chiếc còn lại đến sân bay Ballale tại quần đảo Shortland.
Một ngư lôi đánh trúng buồng động cơ trước của khu trục hạm USS La Vallette, giết chết 22 thủy thủ và làm chiếc tàu bị thương nặng. Chicago bị trúng đến bốn ngư lôi, một quả nơi cầu tàu và ba quả vào khu vực động cơ. Hạm trưởng Ralph O. Davis của Chicago ra lệnh bỏ tàu, chiếc tàu chìm phần đuôi trước khi chìm hoàn toàn 20 phút sau đó, kéo theo cái chết của 62 thủy thủ. Navajo và các khu trục hạm khác đã cứu sống được 1.049 người từ chiếc Chicago. Các oanh tạc cơ Nhật dự tính tấn công lần cuối cùng nhưng không tìm được vị trí các tàu Hoa Kỳ. Toàn bộ chiến hạm còn lại của TF 18 trong đó có La Vallette được chiếc Navajo kéo về cảng Espiritu Santo mà không gặp sự cố gì thêm. Khu trục hạm La Vallette được sửa chữa cho đến tận ngày 6 tháng 8 năm 1943.

## Kết quả
Phía Nhật Bản đã phóng đại kết quả của cuộc tấn công là đã đánh chìm đến một thiết giáp hạm và ba tuần dương hạm. Trong khi đó phía Hoa Kỳ cố che giấu công chúng việc tuần dương hạm Chicago bị chìm và Đô đốc Chester Nimitz dọa "bắn" bất kỳ sĩ quan dưới quyền nào tiết lộ việc việc này cho báo chí. Giffen bị Halsey và Nimitz chỉ trích nặng nề về thất bại này trong báo cáo về khả năng tác chiến của Giffen giai đoạn đó. Mặc dù vậy điều này không ảnh hưởng đến sự nghiệp của Giffen khi ông được giao chỉ huy các lực lượng đặc nhiệm thiết giáp hạm và tuần dương hạm Đồng Minh đến tận năm 1944 và còn được thăng hàm Phó Đô đốc.
Về mục tiêu vận chuyển binh lính của phía Hoa Kỳ, do các máy bay Nhật bận đối phó với TF 18, các chuyển vận hạm Đồng Minh đã hoàn thành suôn sẻ việc thay quân cho lực lượng Thủy quân lục chiến còn lại tại Guadalcanal. Các lực lượng đặc nhiệm còn lại của hải quân Đồng Minh, bao gồm hai lực lượng đặc nhiệm tàu sân bay, chốt tại Biển San Hô và chuẩn bị đón chặn một cuộc tấn công mới của quân Nhật phía nam quần đảo Solomon.
Trên thực tế, thay vì đổ quân tiếp viện như Đồng Minh dự đoán, quân Nhật đã triệt thoái thành công khỏi Guadalcanal một cách bí mật trong vòng ba đêm giữa ngày 2 và 7 tháng 2 năm 1943 khi TF 18 rút lui khiến cho lực lượng hải quân còn lại của Đồng Minh cực kỳ ít ỏi. Chỉ đến khi chiến dịch thành công, quân Đồng Minh mới nhận ra ý định thực sự của quân Nhật. Tuy nhiên điều này cũng chính thức chấm dứt Chiến dịch Guadalcanal với thắng lợi hoàn toàn thuộc về Đồng Minh và bắt đầu giai đoạn phản công của họ trên chiến trường Thái Bình Dương.

### Trích dẫn
1. ↑  Frank O. Hough, tr. 288.
2. ↑  Samuel Eliot Morison 1958, tr. 353 và 361.
3. 1 2 3 4  Frank O. Hough, tr. 578.
4. ↑  Frank O. Hough, tr. 581 và 641.
5. ↑  Frank O. Hough, tr. 581; Osamu Tagaya 2001, tr. 66–67.
6. ↑  Frank O. Hough, tr. 235–236
7. ↑  Frank O. Hough, tr. 526.
8. ↑  Frank O. Hough, tr. 527.
9. ↑  Paul S.Dull 1978, tr. 261.
10. 1 2  Paul S.Dull 1978, tr. 268.
11. ↑  Frank O. Hough, tr. 541.
12. ↑  Samuel Eliot Morison 1958, tr. 351.
13. ↑  Frank O. Hough, tr. 577.
14. ↑  William L. McGee 2002, tr. 216.
15. ↑  Samuel Eliot Morison 1958, tr. 352.
16. ↑  Frank O. Hough, tr. 577-578.
17. 1 2 3  Russell Sydnor Crenshaw 1998, tr. 62.
18. ↑  Samuel Eliot Morison 1958, tr. 352-353.
19. 1 2  Samuel Eliot Morison 1958, tr. 354.
20. 1 2  Osamu Tagaya 2001, tr. 66.
21. ↑  Samuel Eliot Morison 1958, tr. 354-355; Osamu Tagaya 2001, tr. 66.
22. 1 2  Samuel Eliot Morison 1958, tr. 355.
23. 1 2  Frank O. Hough, tr. 579; Osamu Tagaya 2001, tr. 66.
24. 1 2  Russell Sydnor Crenshaw 1998, tr. 63; Osamu Tagaya 2001, tr. 66.
25. ↑  Samuel Eliot Morison 1958, tr. 358-359.
26. ↑  Frank O. Hough, tr. 579-580; Osamu Tagaya 2001, tr. 66–67.
27. ↑  Samuel Eliot Morison 1958, tr. 360.
28. ↑  Frank O. Hough, tr. 580-581; Osamu Tagaya 2001, tr. 67.
29. ↑  Frank O. Hough, tr. 581.
30. ↑  Russell Sydnor Crenshaw 1998, tr. 64-65.
31. ↑  Samuel Eliot Morison 1958, tr. 363. Dictionary of American Fighting Ships,  Lưu trữ ngày 2 tháng 10 năm 2011 tại Wayback Machine
32. 1 2  Samuel Eliot Morison 1958, tr. 363.
33. ↑  Wukovitz, John (2006). "Battle of Rennell Island: Setback in the Solomons". TheHistoryNet.com. Bản gốc lưu trữ ngày 17 tháng 3 năm 2006. Truy cập ngày 10 tháng 1 năm 2014., trang 3.
34. ↑  "Naval Historical Center". Bản gốc lưu trữ ngày 23 tháng 9 năm 2006. Truy cập ngày 9 tháng 1 năm 2014.